# Kaliforniai-öböl
A Kaliforniai-öböl (vagy Cortez-tenger, Cortés-tenger, helyi spanyol nevein Mar de Cortés, Mar Bermejo vagy Golfo de California) a Kaliforniai-félszigetet a mexikói szárazföldtől elválasztó tengeröböl Mexikó nyugati partjainál. Bizonyos szigetei és területei világörökségi védettséget élveznek.

## Földrajz
Az öböl nyugati oldalán elhelyezkedő Kaliforniai-félsziget az északi Mexicalitól a déli Cabo San Lucasig nyújtózik mintegy 1250 kilométer hosszan. Az öböl területe mintegy 160 000 km². Az öböl Alsó-Kalifornia, Déli-Alsó-Kalifornia, Sonora és Sinaloa mexikói tagállamok partjain terül el.
Az öböl 5,3 millió évvel ezelőtt nyílt szét, átterelve a Colorado folyó folyását. A Kaliforniai-öbölbe ömlik a Coloradón kívül többek közt a Fuerte, a Mayo, a Sinaloa, a Sonora és a Yaqui.

### Nagyobb szigetei
- Ángel de la Guarda-sziget
- Tiburón-sziget
- San Esteban-sziget (Turón-sziget)
- San Lorenzo-sziget
- San Pedro Mártir-sziget
- San Pedro Nolasco-sziget
- Tortuga-sziget
- San Marcos-sziget
- Carmen-sziget
- Monserrat-sziget
- Santa Catalina-sziget
- Santa Cruz-sziget
- San José-sziget
- Isla Partida és Isla Espíritu Santo
- Jacques Cousteau-sziget (Cerralvo-sziget)

## Élővilága
A keskeny tenger gazdag, egyedülálló ökoszisztéma otthona. Sok endemikus (csak itt élő) fajon kívül sok vándorfaj is megjelenik itt, mint a hosszúszárnyú bálna, a szürke bálna, az atlanti ördögrája vagy a kérgesteknős. A régió a világ minden tájáról vonzza a sporthorgászokat, akik sok rekordot állítottak fel itteni fogásaikkal.
A kereskedelmi halászatnak is hosszú története van az öbölben. Évtizedek óta Mexikó fő szardínia és szardella ellátója, de vannak, akik szerint még mindig a világ azon kevés régiójához tartozik, amely még mindig rendelkezik jelentős kimerítetlen halászati tartalékokkal. Akadnak több mint 160 kilométer hosszúságú tonhal rajokról szóló beszámolók. Más fajok gyakoriságát vizsgálva azonban messze nem egyértelmű a kép. Sokan beszélnek túlhalászásról, megkérdőjelezve az öböl regenerációs képességeit. Az ökoszisztémát hátrányosan érintette, főképp az északi vidékeken, hogy a Colorado folyó vízhozama az erőteljes öntözés miatt jelentősen csökkent.
A Kaliforniai-öböl sok tengeri emlős otthona, amelyek közül több ritka és veszélyeztetett. Az öböl több mint 900 szigete tengeri madarak tömegeinek költőhelye.
2019-ben az UNESCO veszélyeztetett világörökségi helyszínnek minősítette a Kaliforniai-öböl szigeteit és védett területeit, a kaliforniai disznódelfin fenyegető kihalása miatt.